# Chiesa delle Sante Orsola e Caterina dei Rossi
La chiesa delle Sante Orsola e Caterina dei Rossi è un luogo di culto storico di Napoli ubicato in via Santa Maria dell'Aiuto, affiancato dalla chiesa omonima.

## Storia
Il dei Rossi della denominazione deriva dall'abbigliamento rosso che indossavano i confratelli della confraternita che, fondata nel 1626, presso la chiesa di Sant'Orsola a Chiaia, venne trasferita nell'attuale ubicazione, per volontà di Leone Barone, dopo alcune divergenze con i Padri Mercedari nel 1713.
Al 1721 risale una cappella (dedicata al beato Alberto di Villa d'Ogna), all'interno della quale sono conservate opere di Domenico Guarino.